# Leucogyrophana
Leucogyrophana is een geslacht van schimmels behorend tot de familie Hygrophoropsidaceae.

## Soorten
Volgens Index Fungorum telt het geslacht acht soorten (peildatum december 2023):
| Soortnaam                                      | Auteur(s)           | Publicatiejaar |
| ---------------------------------------------- | ------------------- | -------------- |
| Leucogyrophana hexagonoides                    | (Burt) Domański     | 1975           |
| Leucogyrophana luridochracea                   | (Corner) Ginns      | 1976           |
| Leucogyrophana mollusca (Knolletjesplooivlies) | (Fr.) Pouzar        | 1958           |
| Leucogyrophana pouzarii                        | Parmasto            | 1967           |
| Leucogyrophana pseudomollusca                  | (Parmasto) Parmasto | 1967           |
| Leucogyrophana sororia (Grillig plooivlies)    | (Burt) Ginns        | 1976           |
| Leucogyrophana subtessulata                    | (Parmasto) Jülich   | 1971           |
| Leucogyrophana thimphina                       | Dhingra             | 2004           |